# Xanthasia
Xanthasia is een geslacht van kreeftachtigen uit de klasse van de Malacostraca (hogere kreeftachtigen).

## Soort
- Xanthasia murigera White, 1846